# Gränum
Pour les articles homonymes, voir Granum (homonymie).
Gränum est une localité de Suède située dans la commune d'Olofström du comté de Blekinge. Elle couvre une superficie de 0,37 km2. En 2010, elle compte 223 habitants.